# Erwin Brocke
Erwin Brocke (* 20. Januar 1921 bei Magdeburg; † 2. Februar 2004) war ein deutscher Jurist und von 1980 bis 1988 Vizepräsident des deutschen Bundessozialgerichtes.
Als Soldat im Zweiten Weltkrieg erblindete Brocke im Jahre 1942. Trotzdem absolvierte er an der Universität Marburg das Studium der Rechtswissenschaften und wurde 1948 zum Dr. jur. promoviert. Während seines Studiums wurde er Mitglied der AMV Fridericiana Marburg.
Nach einer kurzen Tätigkeit als Rechtsanwalt begann Brocke nach Errichtung der Sozialgerichtsbarkeit 1954 seine Laufbahn als Richter am Sozialgericht Marburg. Bereits 1956 wurde er zum Direktor des Sozialgerichts bestellt.
1961 wurde Brocke zum Richter am Bundessozialgericht berufen; 1973 erfolgte seine Beförderung zum Vorsitzenden Richter an diesem Gericht, 1980 diejenige zum Vizepräsidenten. Nach Erreichen der Altersgrenze trat Brocke 1988 in den Ruhestand ein.
Die Universität Marburg ernannte Brocke im Jahr 1987 zum Honorarprofessor.